# Anisocentropus orion
Anisocentropus orion is een schietmot uit de familie Calamoceratidae. De soort komt voor in het Oriëntaals gebied.